# Doença parasitária
Doença parasitária, enfermidade parasitária, ou parasitose, é uma doença infecciosa causada por um parasito protozoário ou metazoário (cestódeo, trematódeo, nematódeo e artrópode). O estudo das doenças parasitárias é denominado Parasitologia.

## Terminologia
Existe grande controvérsia quanto a terminação das palavras indicadoras de doenças parasitárias. Os sufixos -íase e -ose, utilizados ambos para designar doença, são oriundos do grego e chegaram até a termionologia médica através do latim. Têm uma origem comum, resultando do sufixo -sis, que se acrescenta às formas nominais dos verbos gregos para designar ação, estado ou qualidade. Há uma dubiedade quanto ao emprego de um ou de outro sufixo quando se trata de doenças parasitárias, embora a denominação genérica seja parasitose. O termo parasitíase possui outro significado dentro da parasitologia.